# Râul Vjosë
Vjosë (în limba greacă Αώος - Aoos) este un râu în Albania și Grecia. Izvorăște din masivul Mavrovouni din Munții Pindului, apoi curge spre direcție NV, până la vărsarea în Marea Adriatică; înainte de a părăsi teritoriul elen, traversează Parcul Național Vikos-Aoos. Principalul său afluent este Drino.